# 榫卯
榫卯为榫头卯眼的简称，是一种自古传统的木工中接合两个或多个构件的方式。其中构件中的凸出部分称为榫（榫头，俗寫取同音字寫作笋头），凹入部分则称为卯（卯眼，也称作卯口、榫眼等）。

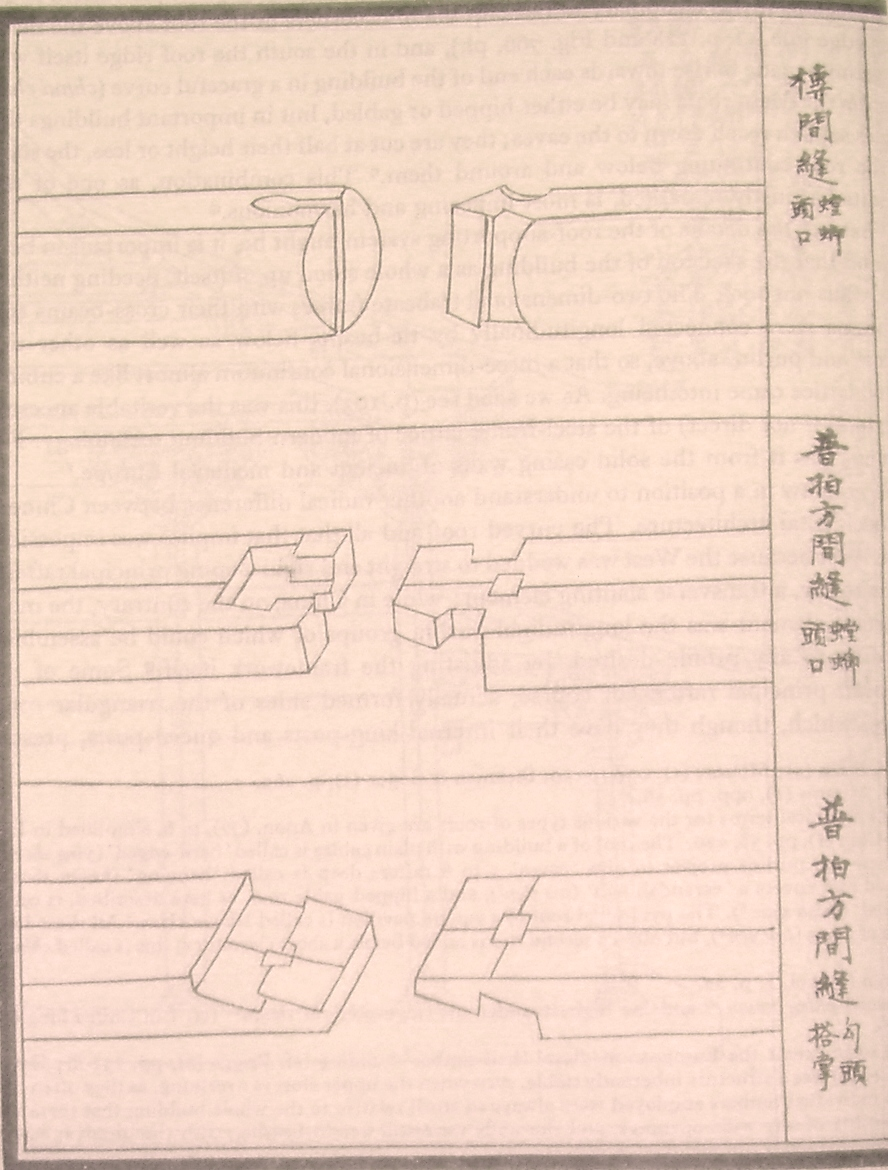
中國傳統榫卯結構

羅馬人造船榫卯結構

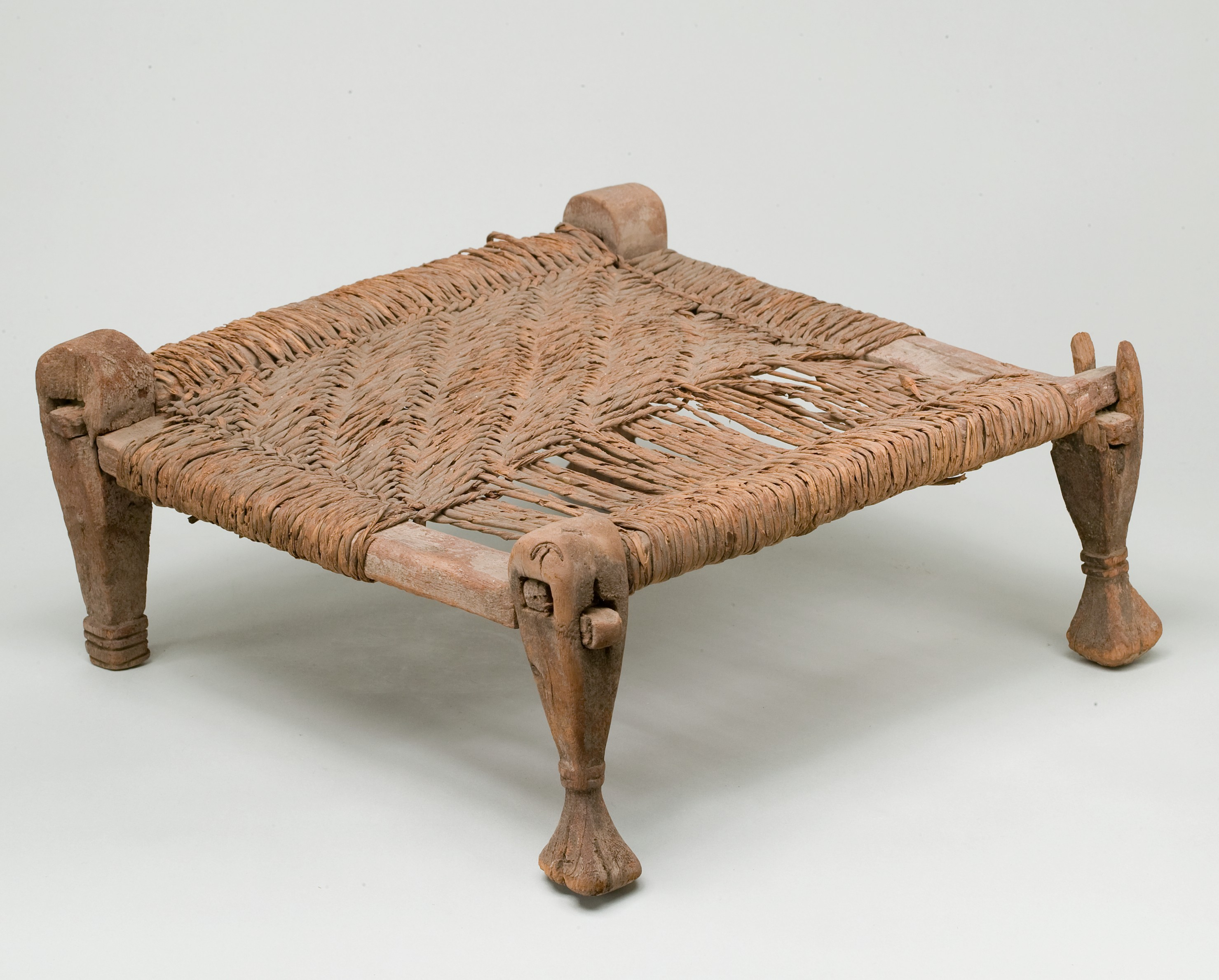
古埃及傳統榫卯結構c. 1991–1450 BC

最基本的榫卯结构由两个构件组成，其中一个的榫头插入另一个的卯眼中，使两个构件连接并固定。榫头伸入卯眼的部分被称为榫舌，其餘部分则称作榫肩。

## 歷史和古代例子
榫卯是一種古老的連結方式。最早的榫卯結構實例之一可以追溯到 7000 年前的中國浙江省河姆渡文化。德國萊比錫市附近Altscherbitz發現的地下木井，井底的木箱埋在地下 20 多英尺處，在寒冷、潮濕、無氧的條件下保存了數千年，已有 7,000 年的歷史，是世界上已知最古老的榫卯結構木製品。埃及的吉薩金字塔群當中也發現西元前2500年埃及第四王朝時期製造具有榫卯結構的古夫船。榫卯結構被認為和陶器一樣，屬於世界各地重複獨立發現發明。
2009年，中國藝術研究院建築研究所申報的「中國傳統木結構營造技藝」入選聯合國人類非物質文化遺產，其中有提到榫卯技術，後來韓國也申請成功，引發中國網民爭執先後的爭議，但其實世界各地早在史前就有發現榫卯結構了（如古埃及），只是技術用途各異。

## 類型
榫卯按其位置或做法的不同有許多類型，可分為以下幾類：

### 面之間的接合
- 槽口榫
- 企口榫
- 燕尾榫
- 穿帶榫
- 札榫
- 圓香幾攢邊打槽
- 厚板出透榫及榫舌拍抹頭
- 攢邊打槽裝板

……。

### 節點結構
- 格肩榫
- 雙榫
- 雙夾榫
- 勾掛榫
- 楔釘榫
- 半榫
- 通榫
- 鍋榫
  - 挖煙袋鍋榫
- 圓柱丁字結合榫
- 抄手榫
- 方材丁字結合（榫卯大進小出）
- 厚板悶榫角結合
- 直材交叉結合
- 弧形直材十字交叉
- 弧形面直材角結合
- 走馬銷
- 方材丁字形結合榫卯用大格肩

……

### 三個構件的接合
- 托角榫
- 長短榫
- 抱肩榫
  - 高束腰抱肩榫
- 糭角榫
  - 傳統糭角榫
  - 雙榫糭角榫
  - 帶板糭角榫
- 插肩榫
  - 扇形插肩榫
  - 雲型插肩榫（牙條、牙頭分造）
  - 插肩榫變形
- 夾頭榫
- 夾頭榫（腿足上端嵌夾牙條與牙頭）
- 掛肩榫
  - 掛肩四面平榫
- 圓方結合裹腿
- 圓柱二維直角交叉榫
- 圓香幾攢邊打槽
- 一腿三牙方桌結構
- 方材角結合床圍子攢接萬字
- 方形家具腿足與方托泥的結合
- 三根直材交叉
- 加雲子無束腰裹腿杌凳腿足與凳面結合
- 平板明榫角結合
- 櫃子底棖
- 椅盤邊抹與椅子腿足的結構

## 應用
傳統華夏廣泛運用榫卯固定木製傢具及木質建築之各部份，方便生產、安裝與拆卸而不須使用其它工具輔助且不損部件完整。而設計精密良好之榫卯既穩固又可承受若干程度作用力，於若干強度地震時仍可保持建築物搖晃而不倒塌。